# Ambia cymophoralis
Ambia cymophoralis là một loài bướm đêm trong họ Crambidae.